# Hostal del Ganxo
L'Hostal del Ganxo és una obra de Jorba (Anoia) inclosa a l'Inventari del Patrimoni Arquitectònic de Catalunya.

## Història
Està situat al Km. 548 de la carretera N-II que porta a Cervera, en el costat esquerre. Són dues cases de dos pisos, a baix conserven les antigues quadres i a dalt les habitacions. És un dels 2 hostals que havien existit. Era conegut com a "Antic hostal del Ganxo" a la vora de l'Anoia. Es cobrava portatge, ja que abans del segle xix no existia pont per travessar el riu Anoia. Prop, hom bastí, durant el segle xix, el tristament conegut "Pont del Ganxo" que va ser rectificat el 1974 per llevar-li la perillositat.